# 輪廻 (ジャイナ教)
ジャイナ教における輪廻(サンスクリット: संसार, Saṃsāra、サンサーラ）は、存在の様々な領域において誕生と死、転生を繰り返すことを指す。輪廻は苦しみや悲しみに満ちたあり方とみなされ、そのため厭わしいものであり、輪廻にとらわれた生を放棄することが価値あることとされる。輪廻には始まりはなく、魂は始まりのない昔から自身の業によって束縛されている。解脱（げだつ）だけが輪廻からの唯一の解放である。

## 輪廻と転生
ジャイナ経典では輪廻が死と再生の終わりなきサイクルとして記述されている。ウッタラーディヤーナ・スートラでは以下のように輪廻が記述されている:
「世界には多くの生きものが住んでいて、彼らは輪廻において、（過去に）為した様々な行為により、様々な家族・カーストに生まれる。その行為に合わせて、神の世界に行くこともあれば、地獄に行くこともあり、阿修羅になることもある。クシャトリヤに生まれることもあれば、カンダーラやブッカサに生まれることもあり、蛆虫やガに生まれることもあればクントゥ(と呼ばれる虫)やアリに生まれることもある。かくのごとく、罪深き行為をなした生きものは永久に生まれ変わりを繰り返すばかりで、輪廻に嫌気がさすことなどなく、彼らは戦士のように（生の戦いに飽くことがないので）ある。」

## マハーヴィーラの考える輪廻
輪廻は苦しく、みじめな場として記述される。マハーヴィーラの最後の言葉を含むとされるウッタラーディヤヤナ・スートラでは以下のように輪廻が記述されている:
「真理を知らない人は皆、苦悩を免れない。終わりなき輪廻の中で彼らは様々な方法で苦しむ。そのため束縛や誕生へ導く道をよく考えている賢者は自ら真理を探し求め、全ての生きものに優しくあるべきである。」
「私はどのような行いによって、不安定で変化しつづけ、苦しみに満ちた輪廻において、悲惨な宿命から逃れられるのだろうか?」
「かくのごとく魂は自身の不注意さによって苦しみ、善いカルマや悪いカルマによって輪廻に振り回される。ガウタマよ、何につけても注意深くあれ。」
「誕生は苦しみだ、年を取ることは苦しみだ、病も死ももちろんそうだ、ああ、輪廻の中には苦しみしかない。その中で人は苦悩し続ける。」

## 苦しみや悲しみの場としての輪廻
それはバヴサーガラ、すなわち再生の海として描かれ、これを渡り切り、解脱という岸にたどり着くべきだとされる。これは賢明な洞察・知識・規範によって達成できる。  
「『三宝』に恵まれた魂は素晴らしい浅瀬を作る。三宝(正しい信仰、知識、規範)という聖なる船の助けを借りれば転生のサイクル(輪廻)の海を渡ることができる。」
ティールタンカラ達は輪廻という海を渡って解脱へ至り、人々に道を示した。このため彼らはティールタンカラ、すなわち浅瀬を作るものと呼ばれる。アーチャーランガ・スートラにはティールタンカラ達が輪廻という海を渡った方法が記されている:
「先年には長い間歩き続けていた偉大な英雄(すなわちティールタンカラ)、尊い人々が(上記の)問題を生み出す。彼らは完全な知識を授かり、細腕にごくわずかな血肉を持っている。罪を犯すのをやめた彼は(輪廻を)渡り解脱して、(行為をなすことを)やめる。」
スートラクリタンガには以下のように輪廻が記述されている:
「限りない水の洪水と比べられる輪廻、それは繰り返される生のために非常に長く持続し、越えられないものとして知られる。その中で人は自分の感覚や女性に誘惑され、(動物あるいは非動物としての)生を繰り返す。」

## 魂の分類
ジャイナ教において魂の分類は基本的に輪廻からの解放に基づいている。つまり、解放された魂すなわちシッダと解放されていない魂すなわち輪廻にとらわれた魂とに分けられる。人間、植物、動物、地獄にいるような存在、半神などは皆輪廻の一部である。 アーチャーランガ・スートラでは以下のように輪廻に含まれる生きものが分類されている:
「生物たるもの、すなわち、1. 卵から(鳥類) 2. 胎児から(ゾウのように) 3. 包む膜とともに胎児から(ウシ、バッファローのように)4. 流動物から(蛆虫のように)5, 水滴から(虫、ノミのように)6. 凝固することによって(イナゴ、アリのように) 7. 芽を出すことで(チョウやセキレイのように) 8. 新生することによって(人間、神、地獄にいる者)、生まれる者と呼ばれるものが存在する。これが輪廻と呼ばれる。」